# HP-11C

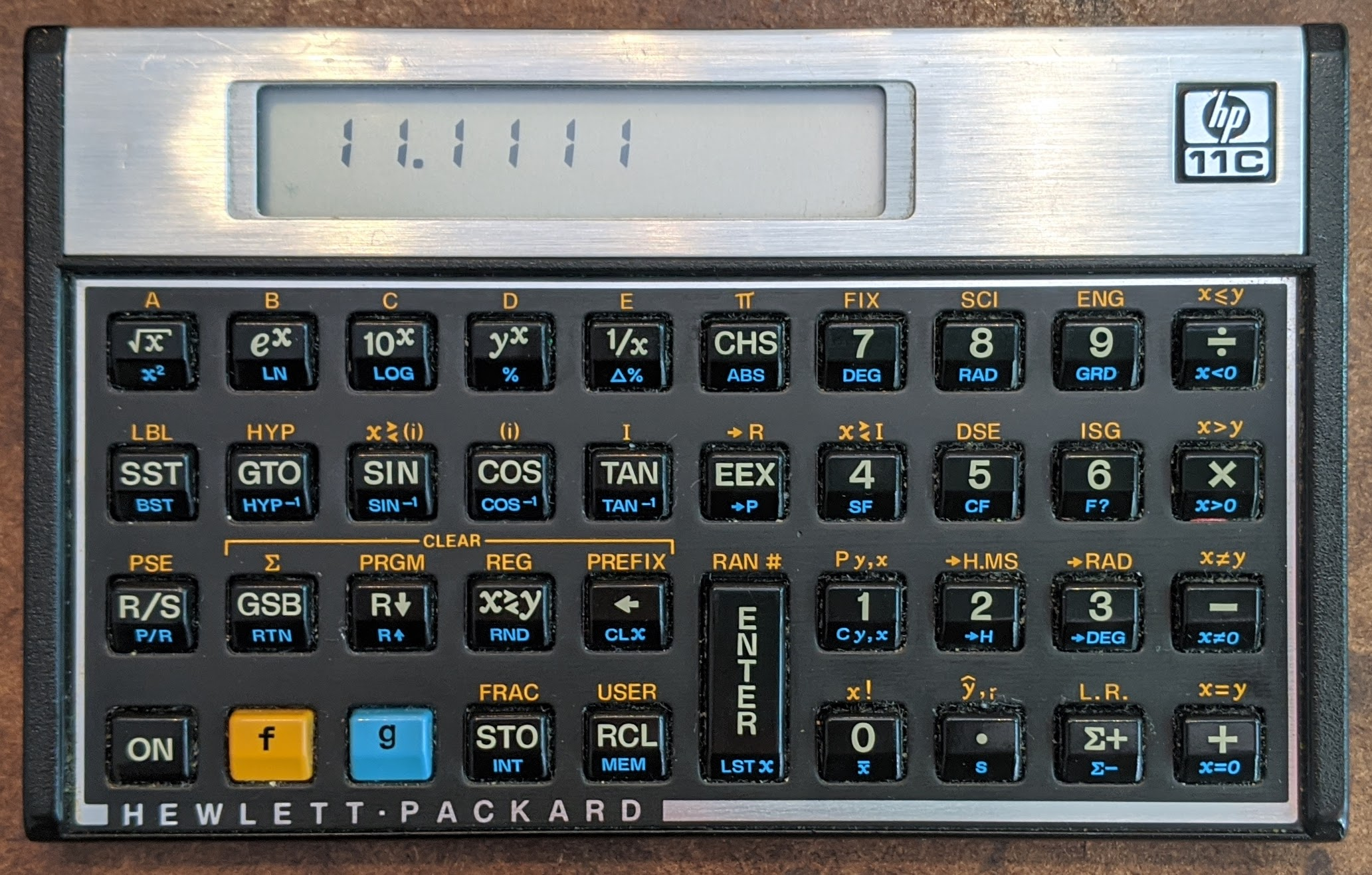
HP 11C

HP-11C foi uma calculadora programável científica da escala intermediária, fabricada pela Hewlett-Packard dos EUA. Pertencia à série Voyager, que também incluía os modelos 10C/15C (científicas), 12C (financeira), e 16C (ciência da computação). Comparada à série precedente, a HP-11C se situaria entre a HP-33E/C e HP-34C. Incluiu também duas características novas: um gerador interno do número aleatório e uma tecla de retrocesso (backspace) que permitia corrigir os números teclados, um algarismo por vez.
Comparado ao HP-10C, o HP-11C incluiu também:
- Funções hiperbólicas e trigonométricas inversas.
- Probabilidade (combinações e permutações).
- Factorial, % da mudança, e valor absoluto.
- E, como mencionado acima, retrocesso e um gerador do número aleatório.

## Programação
O que destacou realmente a HP-11C foi o seu preço mais baixo, combinado com suas potencialidades de programação mais avançadas. Permitia 15 rótulos (labels) indicadores de início de programa (0-9 e A-E), sub-rotinas (aninháveis a 4 níveis de profundidade), 8 testes condicionais, laços (loops) de incremento/decréscimo, e 2 sinalizadores (flags). Para a edição de programa, a calculadora permitia a inserção de instruções (as linhas de programação incluídas não apagavam as antigas) e o apagamento de linhas de programa, através da tecla de retrocesso.
A HP-11C permitia a operação indireta, através de um registrador dedicado 'i' , como HP-34C. O registrador 'i' era controlado armazenando (STO) I, e a ação indireta era conseguida armazenando ou lendo (RCL) (i). A ação indireta era aceita como argumento nas funções STO, RCL, GTO, GSB, nas modalidades de exibição (FIX, SCI, ENG) e na troca do registrador X com o registrador indicado por I.) O registrador I poderia também ser usado com as duas funções de controle laços, parecidas com o FOR-NEXT da linguagem BASIC: ISG (incremento e depois saltar se maior) e DSE (decréscimo e depois saltar se menor ou igual.)
A HP-11C dispunha de um espaço reservado de memória capaz de comportar de até 63 linhas de programa. Quando os programas excediam as 63 linhas, os registradores eram automaticamente convertidos em memória adicional de programa, começando no registrador R.9 e indo até o R0. Havia 20 registradores (não incluindo o registrador I, o registrador LASTx a pilha operacional) e cada registrador era convertido em 7 linhas adicionais de memória de programa. Assim, usando-se todos os registradores disponíveis, eram obtidas 203 linhas de programa.
Modalidade do usuário
A HP-11C incluiu um pequeno teclado definível pelo usuário. Quando o modo usuário era ligado (e o anunciador USER mostrado no visor) as teclas da fileira superior passavam a executar diretamente os programas iniciados pelos rótulos A-E (as funções A-E eram trocadas com as funções matemáticas normais das mesmas teclas). Isto permitia que 5 programas de usuário fossem acionados com teclas diretas, como se fossem comandos nativos da calculadora.